# Victor De Klerck

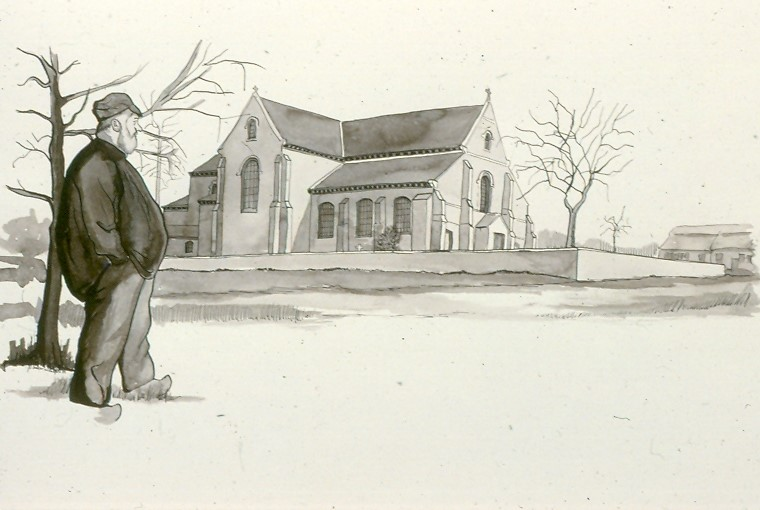
Tekening van de Dikke van Pamel (tekenaar: Walter Evenepoel)

Victor De Klerck (Pamel, 14 juni 1848 – aldaar, 16 februari 1885), alias de Dikke van Pamel, is een folkloristisch figuur uit Pamel (deelgemeente van Roosdaal).

## Biografie
Victor De Klerck (soms ook De Klercq of De Clercq gespeld) werd geboren in de gemeente Pamel (sinds 1964 deelgemeente van Roosdaal). Zijn geboortehuis bevond zich in het toenmalige dorpscentrum, op goed honderd meter van de oude kerk. Eerder waren in het gezin De Klerck-Smet al twee kinderen geboren die echter de leeftijd van vijf jaar niet haalden. Het was al vrij duidelijk dat de kleine Victor uitzonderlijk snel toenam in gewicht. Hij moet echter een sterk gestel hebben gehad, want in een tijd van tyfus en cholera was de kindersterfte zeer hoog.  
Er zijn meerdere getuigenissen opgetekend waaruit blijkt dat Victor een zorgeloze jeugd heeft gehad. Vanzelfsprekend werd hij door vriendjes (en later door iedereen) gewoon ‘Dikke’ genoemd. 
Toen de Dikke zich ‘erin had geloot’, moest hij naar de militaire keuring in Brussel. Zoiets was in die tijd een hele onderneming. Van uit het splinternieuwe en vlakbij gelegen station van Okegem ging de tocht in een goederenwagon naar Brussel. Daar werd genoteerd dat hij 200kg woog en 198cm groot was. Hij werd (uiteraard) afgekeurd.
Volgens dr. Marcel De Beenhouwer (1904-1990), zoon van de Pamelse gemeentesecretaris en goede kennis van de Dikke, had De Klerck een ernstige afwijking van de schildklier, waardoor hij maar in gewicht bleef toenemen.  Omdat hij tijdens de zomer veel last had van ontstekingen in de vetplooien, liet hij zich regelmatig in de Dender zakken. Hij bleef vanzelf drijven en het koele water deed hem deugd. In die periode was de Dender een belangrijke transportweg van kasseistenen die per boot vanuit Lessen werden aangevoerd. Die schepen werden voortgetrokken door boottrekkers die vanaf het jaagpad langs de rivier hun zware last voorttrokken. Deze mensen zagen dus regelmatig de Dikke op het water drijven en waar ze langs kwamen, vertelden ze hun verhaal (allicht nog wat aangedikt). Zo werd ‘de Dikke van Pamel’ een begrip in de streek en kwamen er regelmatig mensen op zondag naar het Denderdorp afgezakt om de kolos vanuit zijn woning te zien afdalen naar de kerk, waar hij plaats nam op zijn drie stoelen. Hij was echter niet gediend met al die aandacht en stilaan werd hij mensenschuw. Er doen heel wat verhalen de ronde over de lotgevallen van de Dikke. Van heel wat histories kan de waarheid niet bewezen worden. Toch staat het vast dat hij verschillende malen is benaderd geweest door lieden uit de circuswereld om hem als curiosum  op te nemen in hun voorstellingen. Iets wat hij resoluut weigerde. Tot zolang zijn moeder hem kon verzorgen, was het leven voor Victor De Klerck nog enigszins draagbaar. Toen zij overleed, kwam hij ernstig in de problemen. Op het einde van zijn leven heeft men hem nog eens vervoerd in een ‘Tilbury’ (een kar met bladveren). Toen hij ingestapt was, had men een teken gegeven tot waar de veren waren doorgezakt. Naderhand heeft men het voertuig met stenen gevuld tot wanneer men gelijk kwam met het merkteken waarbij men een vracht van 350kg voor nodig had. Op het einde van zijn leven kwam een nichtje bij hem inwonen, samen met haar man, Gregorius Franciscus Barbé - die in die periode de eerste (houten!) fiets in de streek bouwde-, om hem te verzorgen.

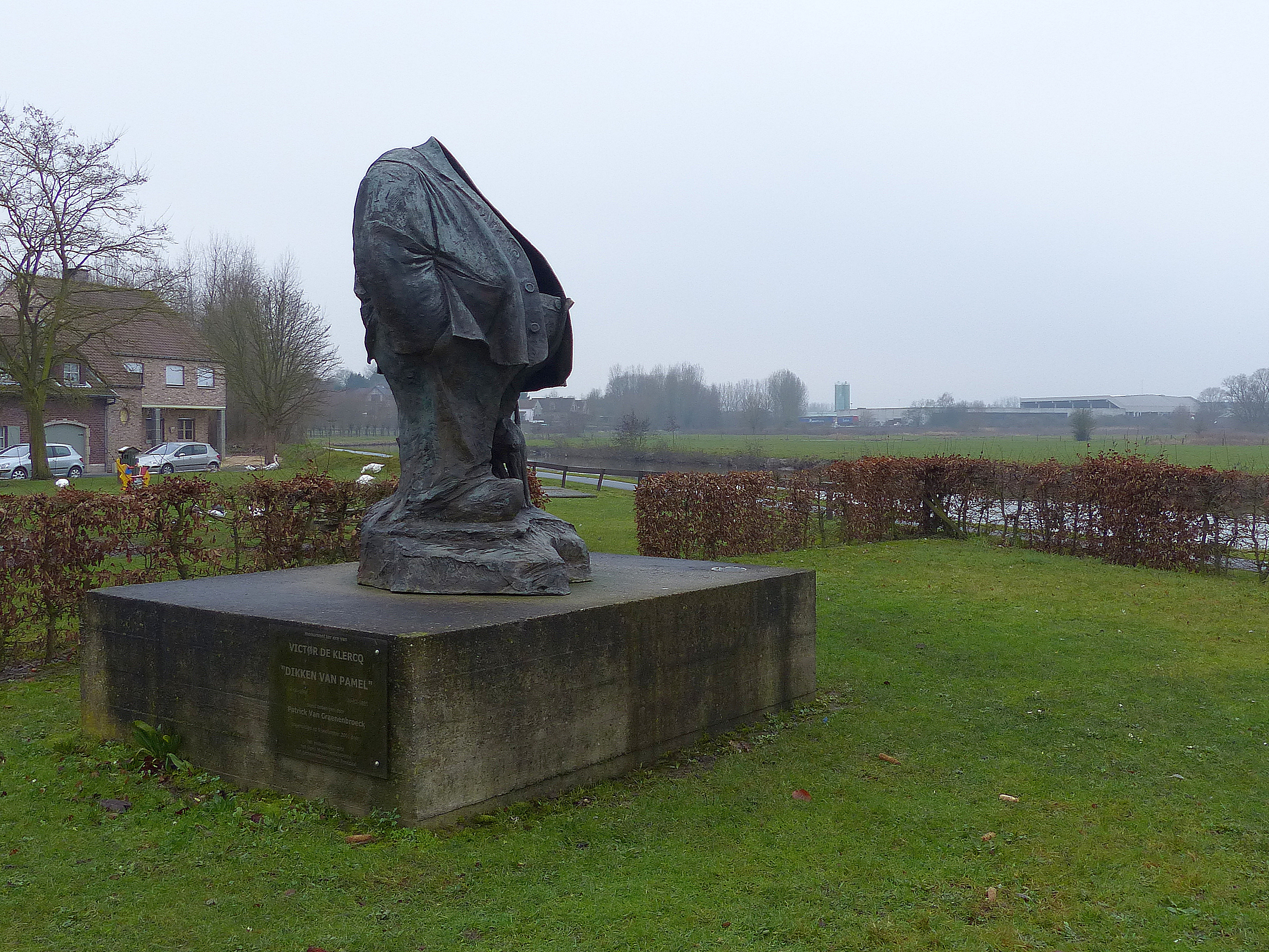
Standbeeld vervaardigd door Patrick Van Craenenbroeck

Op 16 februari 1885, een vreselijke koude sneeuwdag, heeft het hart van Victor De Klerck voor het laatst geslagen. Zijn overlijden werd in binnen- en buitenlandse kranten gemeld. Men had het nogal oneerbiedig over “Den vetsten mensch ter wereld is gestorven te Pamel”. Hij werd begraven in een hoek van het kerkhof, zo dicht mogelijk bij de Dender, zijn beste vriend. 

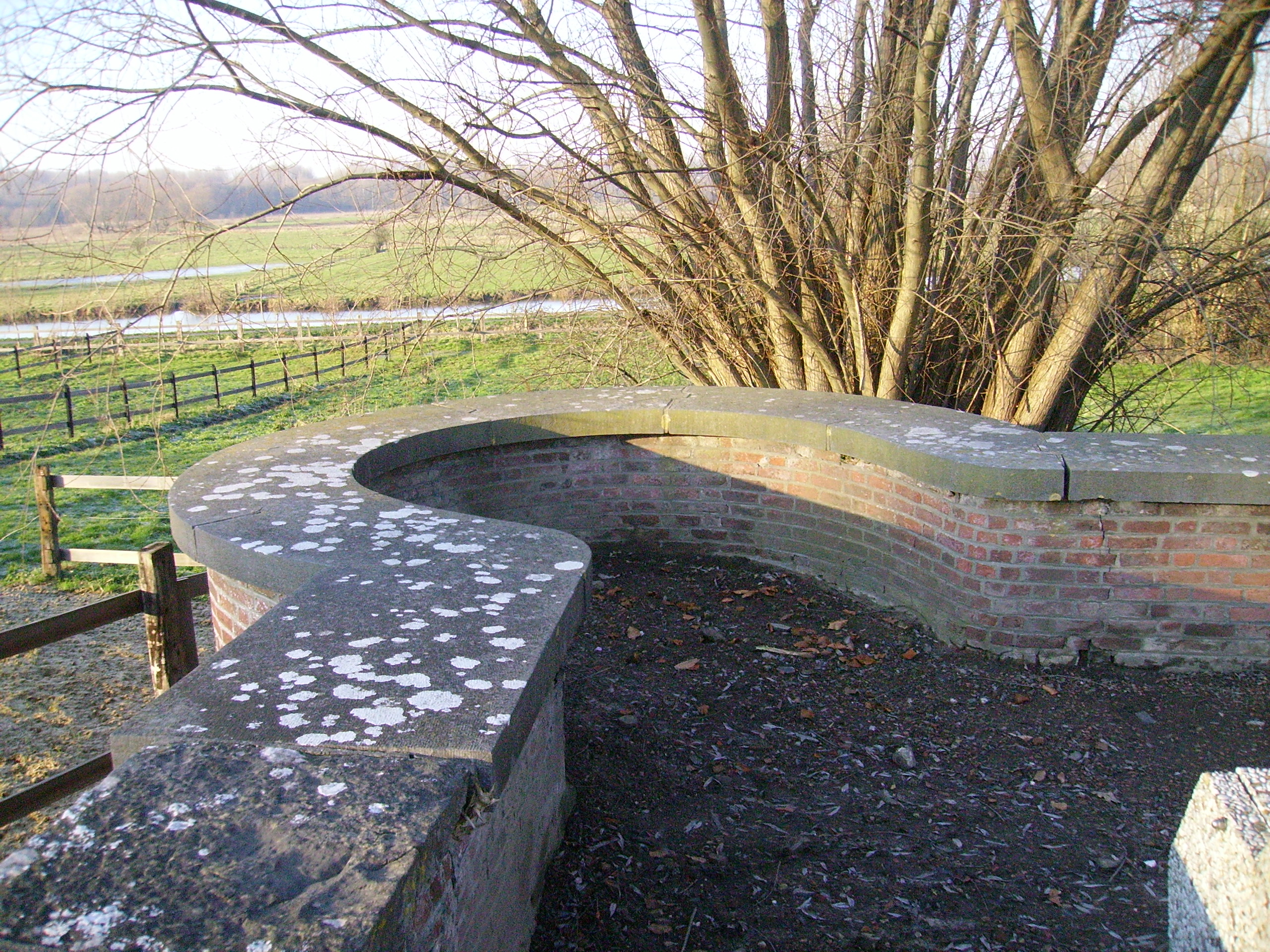
Uitsparing in de muur van het kerkhof aan het graf van de Dikke van Pamel

De volgende lente groeide er op zijn graf een wilg. Het werd een geweldige boom die zodanig woekerde met zijn wortels dat men de kerkhofmuur moest aanpassen door een boog de boom omheen te metselen. Kort nadien stierf de boom af en bleef enkel de boog in de kerkhofmuur over als tastbare herinnering aan het droevige lot van Victor De Klerck.
Toch bleef zijn faam nog lang doorwerken. Regelmatig verschenen er in tijdschriften artikels over de legendarische dorpsfiguur.  In 1985 werd de beroemdste Pamelaar helemaal in ere hersteld. Onder impuls van het Davidsfonds en een gemeentelijke werkgroep, werden een jaar lang evenementen op touw gezet. Het hoogtepunt was een driedaagse met een grote folkloristische stoet, de doop van een 'Dikke van Pamel-reus' (een creatie van Jozef Minner), de opvoering van een wagenspel en de vermaarde heemkundige Gerard Van Herreweghen schreef een historisch-wetenschappelijke studie die werd uitgegeven door de plaatselijke Davidsfondsafdeling.
Enkele jaren later nam de Gemeente Roosdaal het initiatief om een standbeeld op te richten. Dit kunstwerk, vervaardigd door Patrick Van Craenenbroeck, werd ingehuldigd in 2001. 

### De Dikke van Pamel als populaire erfgoedfiguur
Aan het personage van de Dikke van Pamel werden sinds de jaren 1950 verschillende folkloristische initiatieven gewijd.
1950 − Artikel: 'Hebt ge al gehoord van de Dikke van Pamel?' (’t Kapoentje, 17 juli 1950)
1985 − Folkloristische stoet en doop van de reus. Wagenspel 'Nen dag ooët 't leiven van d'n Dikke va Poumel' (Theatergroep Kunst en Muziek, Roosdaal). 
1991 − Folkgroep Arjaun zet het lied van de Dikke va Poumel op cd (Tooës/Thuis, Pajota 001)
1994 – 'De Dikke van Pamel' (Stangpoppentheater De Roscam, Gooik)
2001 − Inhuldiging beeld aan de Dender
2016 − 'Er was eens in Pamel': muzikaal sprookje over de Dikke van Pamel (Productie van Gabriëli Koperensemble o.l.v. Hubert Biebaut, componist Ward Opsteyn, libretto W.Evenepoel)
2017 − 'Er was eens': een cd met het verhaal van de Dikke van Pamel, vertolkt door het Gabriëli Koperensemble en leerlingen van de Roosdaalse Muziekacademie.
2018 − Ook Urbanus liet zich inspireren door de Dikke. In juli 2018 brachten hij en Willy Linthout de strip uit 'De dikke vamp Amel' (Standaard Uitgeverij).

2019 − Publicatie van een artistiek beeldverhaal 'De Dikke van Pamel' een initiatief van Francis Badts, uitgever. (Tekeningen van Julsdottir, scenario W. Evenepoel, druk Die Keure Brugge).

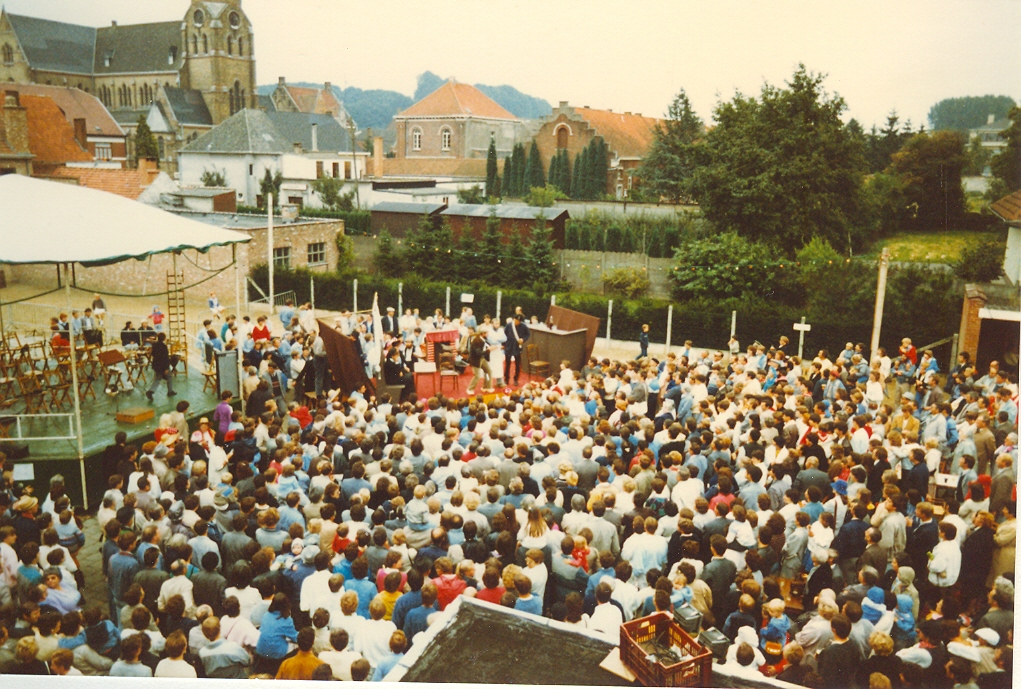
1985: Folkloristische stoet en doop van de reus. Wagenspel ‘Nen dag ooët ’t leiven van d’n Dikke va Poumel’ (Theatergroep Kunst en Muziek, Roosdaal)
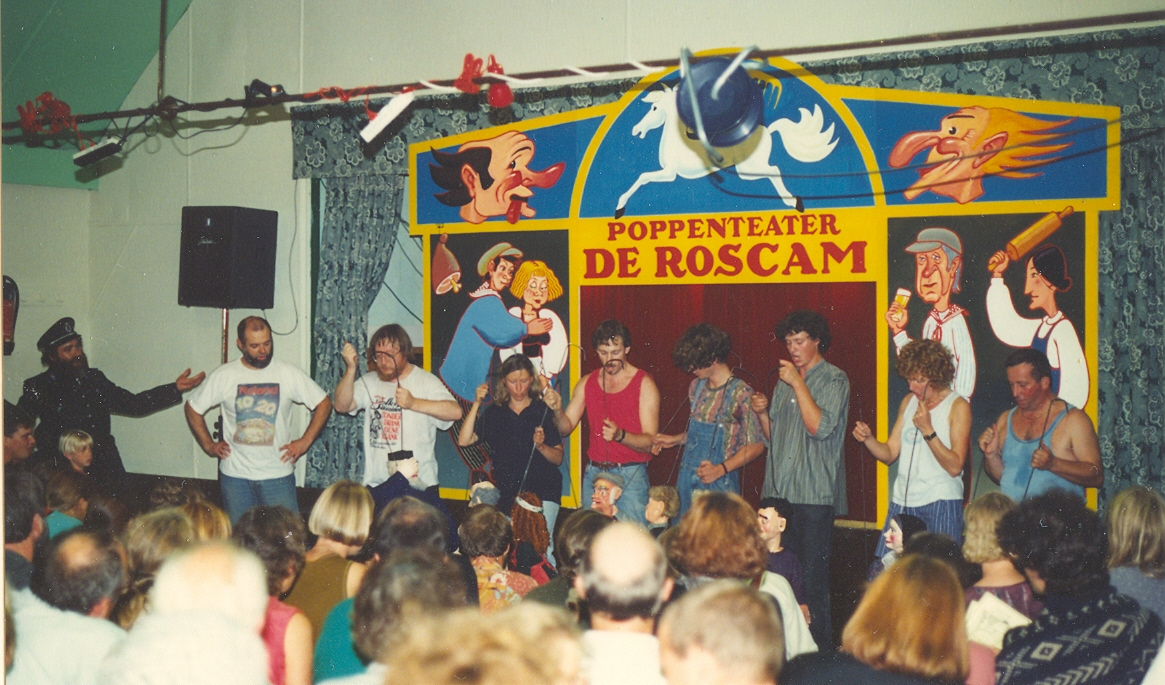
1994: ‘De Dikke van Pamel’ (Stangpoppentheater De Roscam, Gooik)
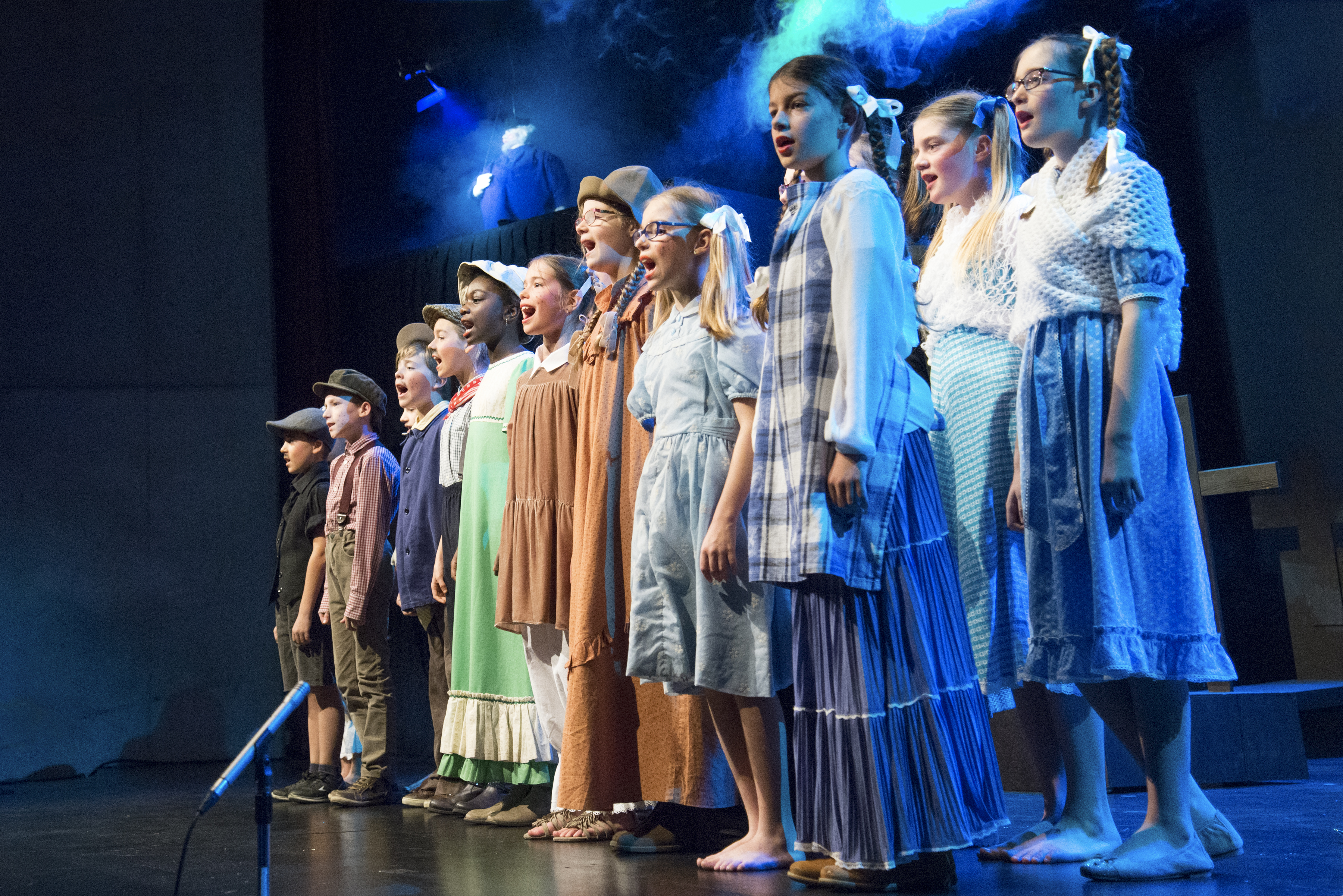
2016: ‘Er was eens in Pamel’: muzikaal sprookje over de Dikke van Pamel (Productie van Gabriëli Koperensemble o.l.v. Hubert Biebaut, componist Ward Opsteyn, libretto W.Evenepoel)
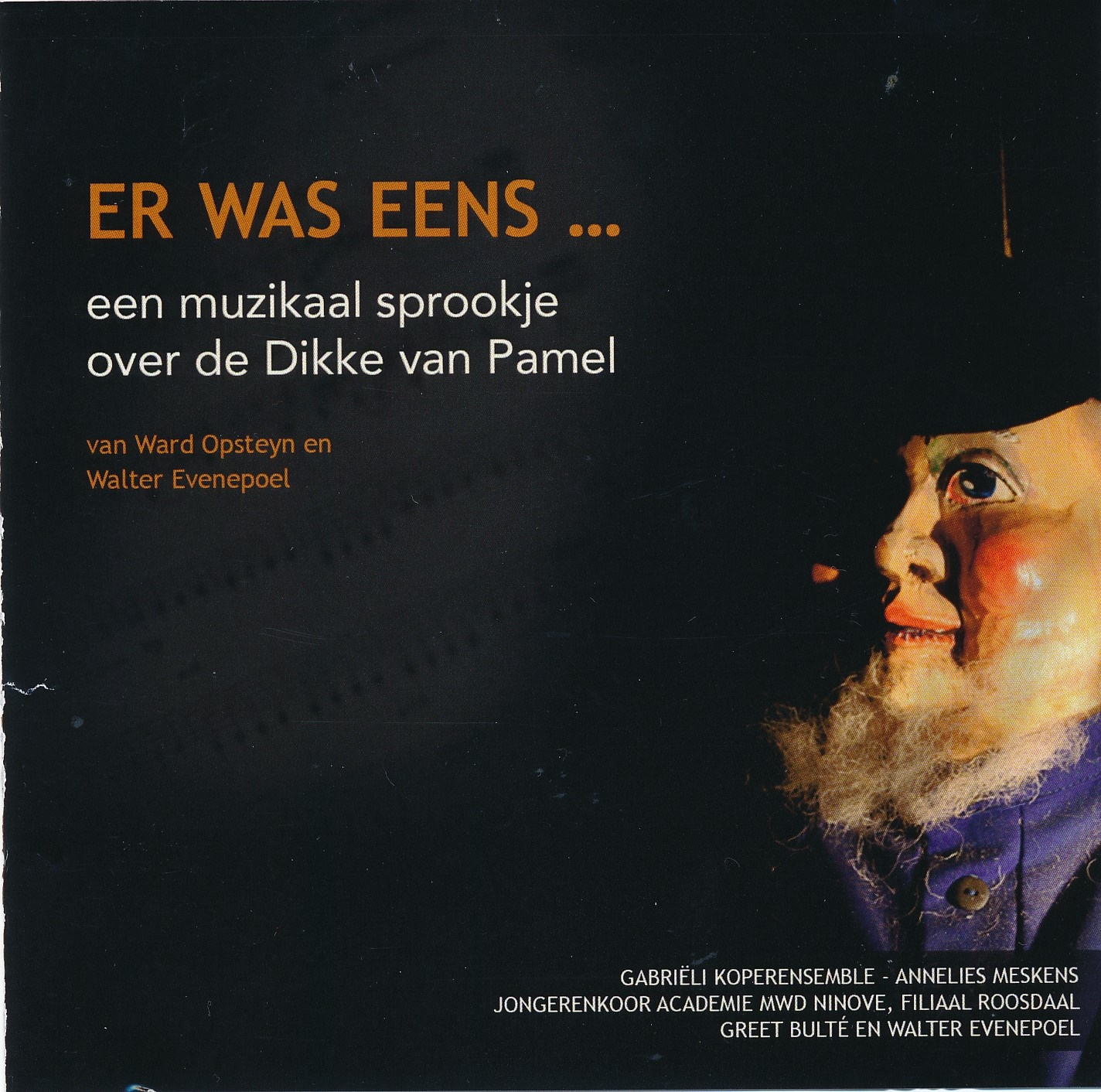
2017: ‘Er was eens’: een cd met het verhaal van de Dikke van Pamel, vertolkt door het Gabriëli Koperensemble en leerlingen van de Roosdaalse Muziekacademie.
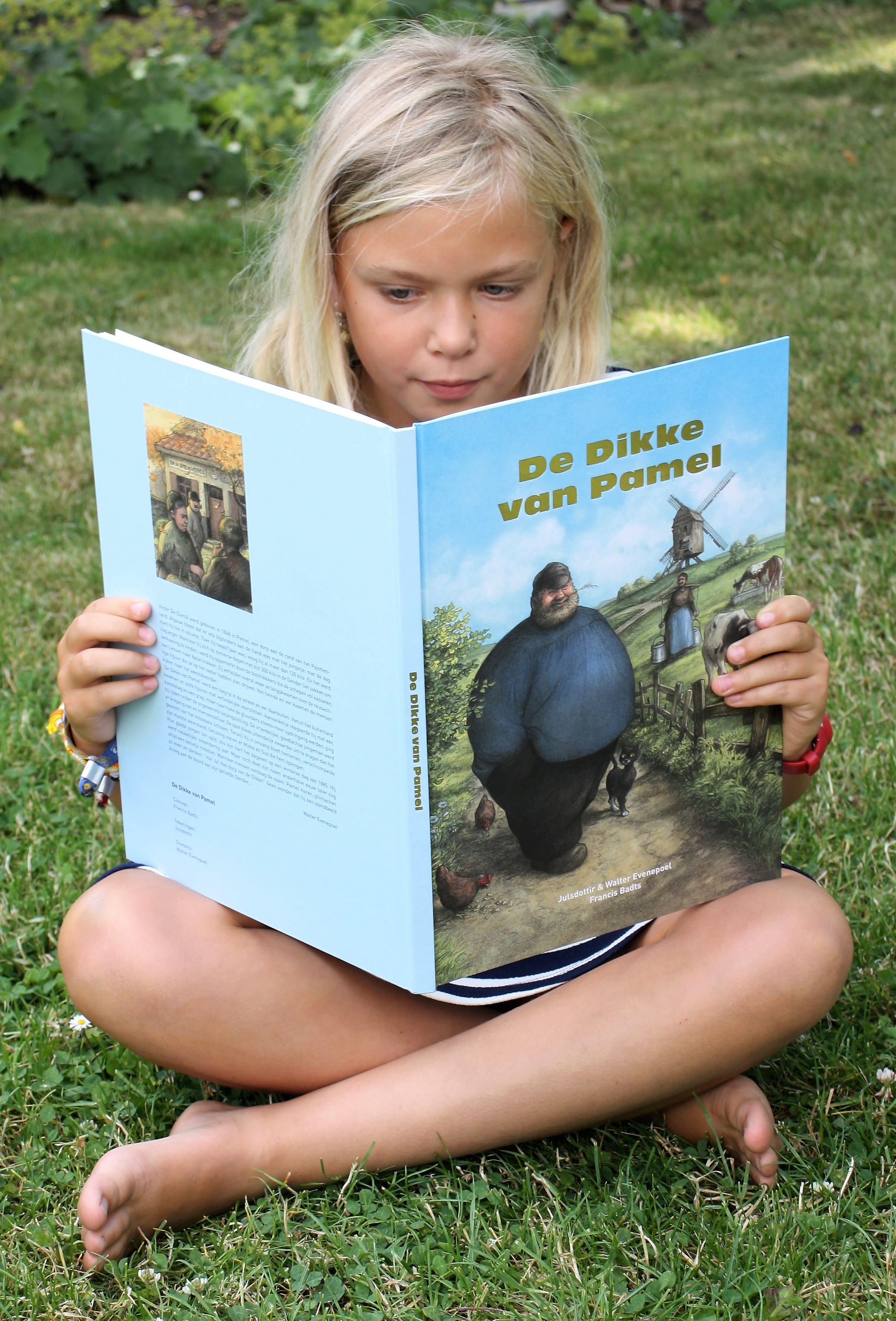
2019: Publicatie van een artistiek beeldverhaal ‘De Dikke van Pamel’ een initiatief van Francis Badts, uitgever. (Tekeningen van Julsdottir, scenario W. Evenepoel, druk Die Keure Brugge).
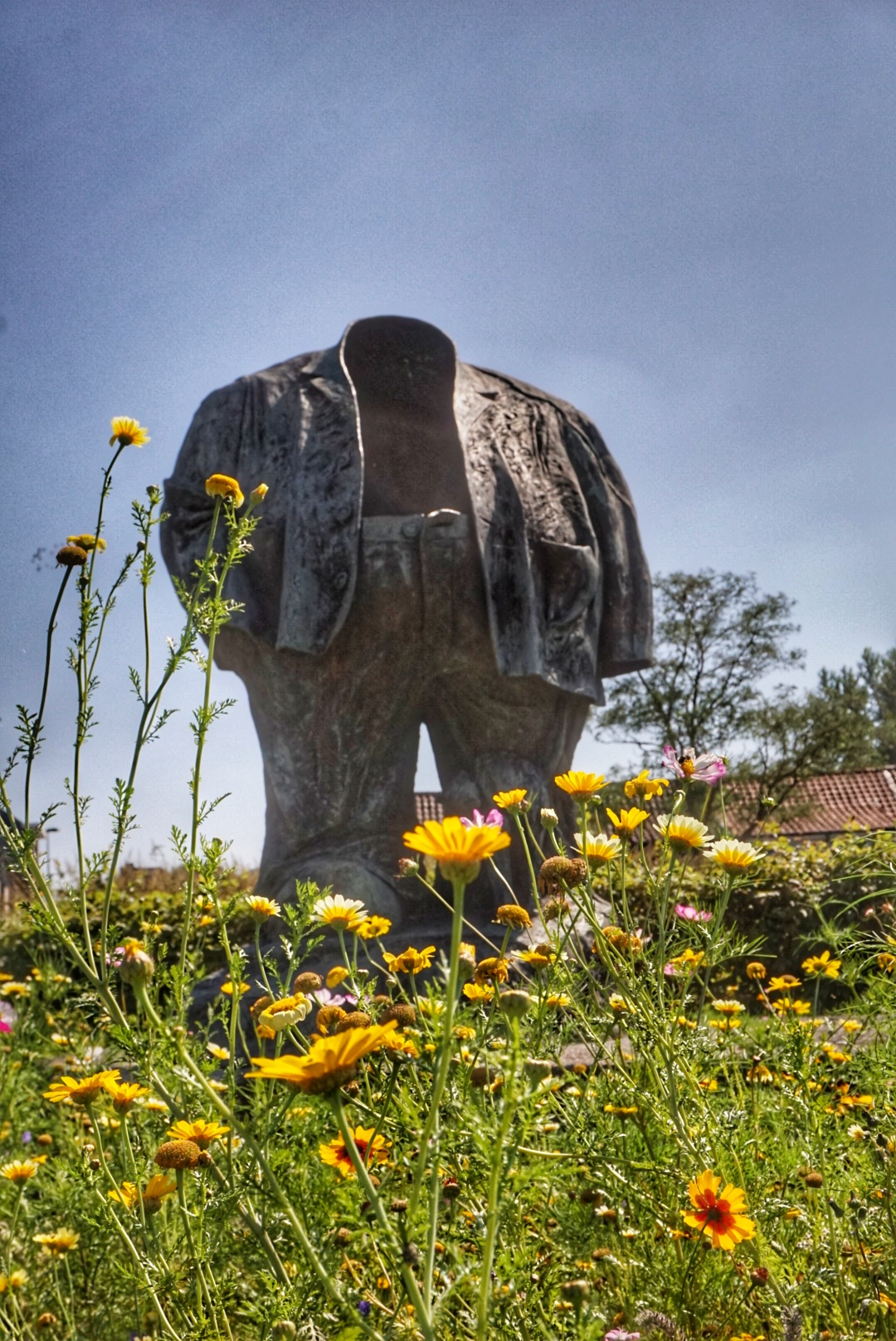
Het standbeeld van de Dikke van Pamel aan de Dender.